# Lago Ruppiner
El lago Ruppiner (en alemán: Ruppinersee) es un lago situado al noroeste de la ciudad de Berlín, en el distrito rural de Prignitz Oriental-Ruppin, en el estado de Brandeburgo (Alemania), a una elevación de 36 metros; tiene un área de 825 hectáreas.

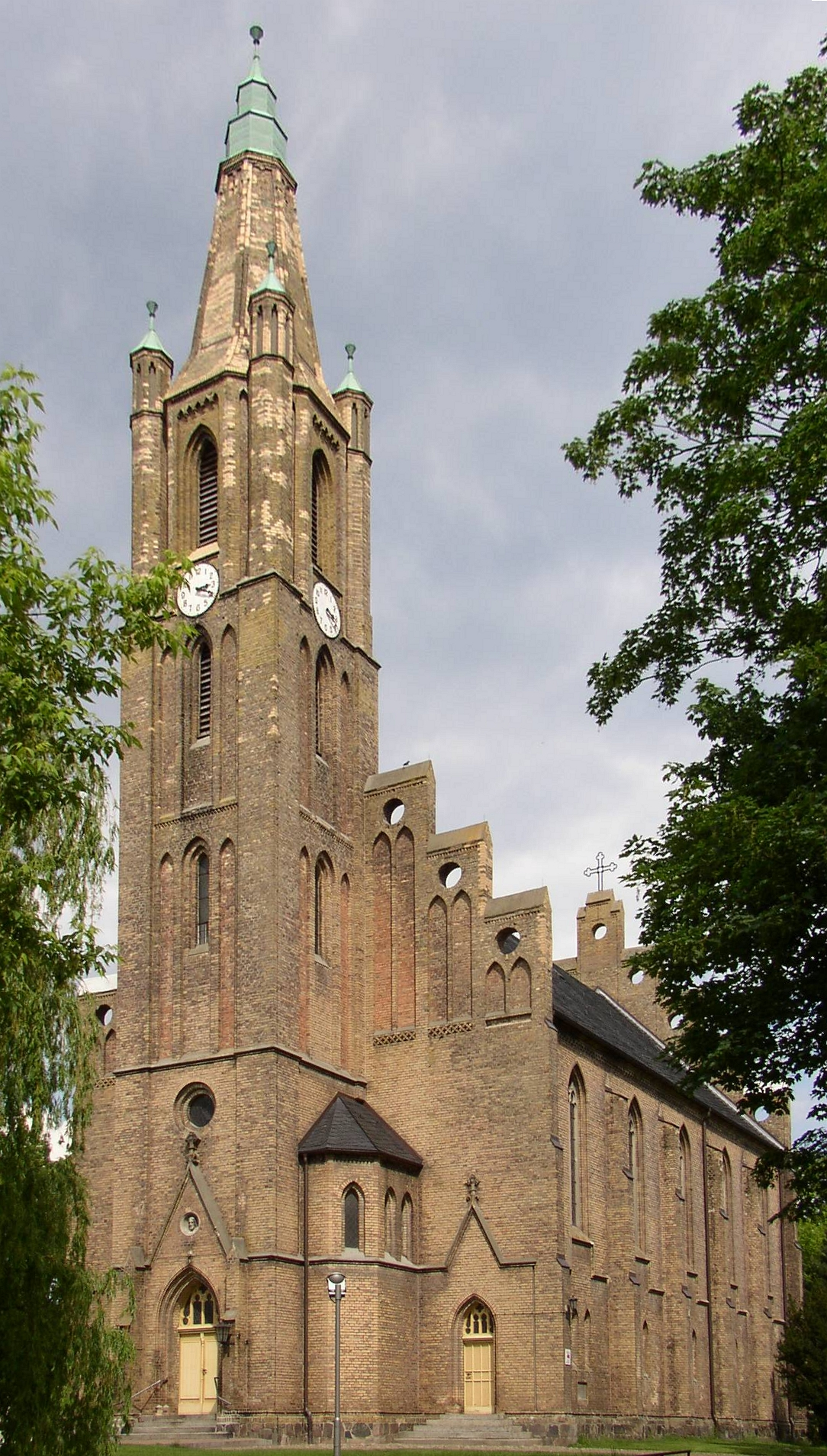
Iglesia de Fehrbellin

## Historia
En el siglo XII se levantó una fortificación junto a este lago llamada Ruppin (actualmente es la ciudad de Neuruppin), donde se construyó un gran molino. También está cercana la población de Fehrbellin, que data de la misma época.